# Jakowlew Ja-7
Jakowlew Ja-7 (russisch Яковлев Я-7, auch AIR-7, АИР-7) war die Bezeichnung eines zweisitzigen Rekordflugzeuges.

## Geschichte
Nach den Erfolgen mit den Schul- und Sportflugzeugen AIR-1 bis AIR-6 stellte sich das Jakowlew-Kollektiv die anspruchsvolle Aufgabe, ein zweisitziges Flugzeug zu bauen, das mit dem gleichen Triebwerk schneller sein sollte als die im Einsatz befindlichen einsitzigen Jagdflugzeuge. Konzipiert wurde ein Tiefdecker mit geschlossener Kabine und verkleidetem Fahrwerk.
Das M-22-Triebwerk wurde mit einem Townend-Ring verkleidet. Der Rumpf war eine bespannte Stahlrohrkonstruktion, die Tragfläche bestand aus Metall, hatte ein sehr dünnes Profil (8 % Dicke) und war teilweise stoffbespannt.
Die Streben und Verspannungen waren profiliert.
Der Bau des Flugzeuges begann im April 1932 und bereits im Sommer war die Maschine flugbereit.
Am 19. November wurde das gesteckte Geschwindigkeitsziel (325 km/h) erreicht, im Frühjahr des Folgejahres wurden sogar 332 km/h erzielt. Die Flugerprobung wurde bis 1934 fortgesetzt. Dabei kam es zu einem folgenschweren Zwischenfall, als aufgrund des damals noch wenig erforschten Phänomens des Flatterns ein Querruder im Fluge abriss. Dem Testpiloten J. I. Piontkowski gelang es, die beschädigte Maschine zu landen. Bei der Untersuchung der Maschine wurde die Konstruktion der Ruderaufhängung als fehlerhaft bewertet. A. S. Jakowlew wurde dafür verantwortlich gemacht und fiel in Ungnade.

## Technische Daten
| Kenngröße             | Daten                            |
| --------------------- | -------------------------------- |
| Baujahr               | 1932                             |
| Konstrukteur          | Alexander Sergejewitsch Jakowlew |
| Besatzung             | 2                                |
| Flügelspannweite      | 11,00 m                          |
| Länge                 | 7,80 m                           |
| Flügelfläche          | 19,4 m²                          |
| Leermasse             | 900 kg                           |
| Zuladung              | 500 kg                           |
| Startmasse            | 1400 kg                          |
| Flächenbelastung      | 72 kg/m²                         |
| Leistungsbelastung    | 2,9 kg/PS                        |
| Triebwerk             | ein 9-Zylinder-Sternmotor M-22   |
| Startleistung         | 353 kW (480 PS)                  |
| Höchstgeschwindigkeit | 332 km/h                         |
| Landegeschwindigkeit  | 110 km/h                         |
| Reichweite            | 1300 km                          |
| Flugdauer             | 5 h                              |

## Jagdflugzeug Ja-7
Der Prototyp des Jagdflugzeugs Jakowlew Jak-7 von 1940 trug ebenfalls das Kürzel Ja-7.